# Жегалкін Іван Іванович
Іван Іванович Жегалкін (нар. 22 липня (3 серпня) 1869, Мценськ, Російська імперія — 28 березня 1947, Москва, СРСР) — російський і радянський математик та логік. З його відкриттів найбільшу популярність здобув так званий поліном Жегалкіна. Також побудував логіку висловлювань у вигляді арифметики двох чисел — нуля («парне») і одиниці («непарне»), в якій на відміну від звичайного способу побудови логіки висловлювань використаний не з'єднувальний, а розділовий диз'юнктивний метод, відповідний сумі в арифметиці парного і непарного. Тим самим була досягнута велика простота у вирішенні логічних завдань. Магістр чистої математики (1907). Доктор фізико-математичних наук. Професор кафедри математичного аналізу механіко-математичного факультету (1933—1947). Завідувач кафедри аналізу фізико-механічного факультету (1930—1931). Професор кафедри чистої математики / математики фізико-математичного факультету (1917—1930). Дійсний член НДІ математики і механіки при фізико-математичному факультеті / при МДУ (1922—1933). На посаді приват-доцента покинув Московський університет в 1911 р. Читав курси «Кратні інтеграли», «Нескінченні множини», «Алгебраїчні функції та їх інтеграли», «Теорія елементарних функцій», «Гармонійні функції», «трансфінітні числа».

## Біографія
Іван Іванович Жегалкін в 1889 році, закінчивши Орловську гімназію, став студентом математичного відділення фізико-математичного факультету Московського університету. У 1893 році він закінчив університет з дипломом 1-го ступеня і почав службу відразу в декількох установах: у Державному банку і на вечірніх курсах Товариства поширення комерційної освіти. З 1900 року викладав в реальному училищі К. К. Мазінга. У 1902 році, склавши магістерський іспит, став приват-доцентом університету; захист магістерської дисертації «трансфінітних чисел» відбувся тільки в 1908 році.
У 1911 році Жегалкін, будучи незгодним з політикою, що проводиться Л. А. Кассо, колишнім тоді міністром освіти, пішов з великою групою викладачів з університету. До повернення в університет в 1917 році, Жегалкін викладав на Вищих жіночих курсах. Тут він, після відкриття в 1906 році медичного факультету, тимчасово виконував посаду декана факультету. Будучи членом Московського математичного товариства, завідував у ньому бібліотекою.
Після повернення в університет Іван Іванович Жегалкін став в 1923 році професором математики, а в 1930 — призначений завідувачем кафедрою математичного аналізу фізико-механічного факультету, перетвореного через 3 роки в механіко-математичний факультет. Одночасно він завідував кафедрою математики в Московському обласному педагогічному інституті.
З ініціативи І. І. Жегалкіна була створена група математичної логіки, що стала основою для утворення в 1959 році кафедри математичної логіки, яку очолювала Яновська Софія Олександрівна.

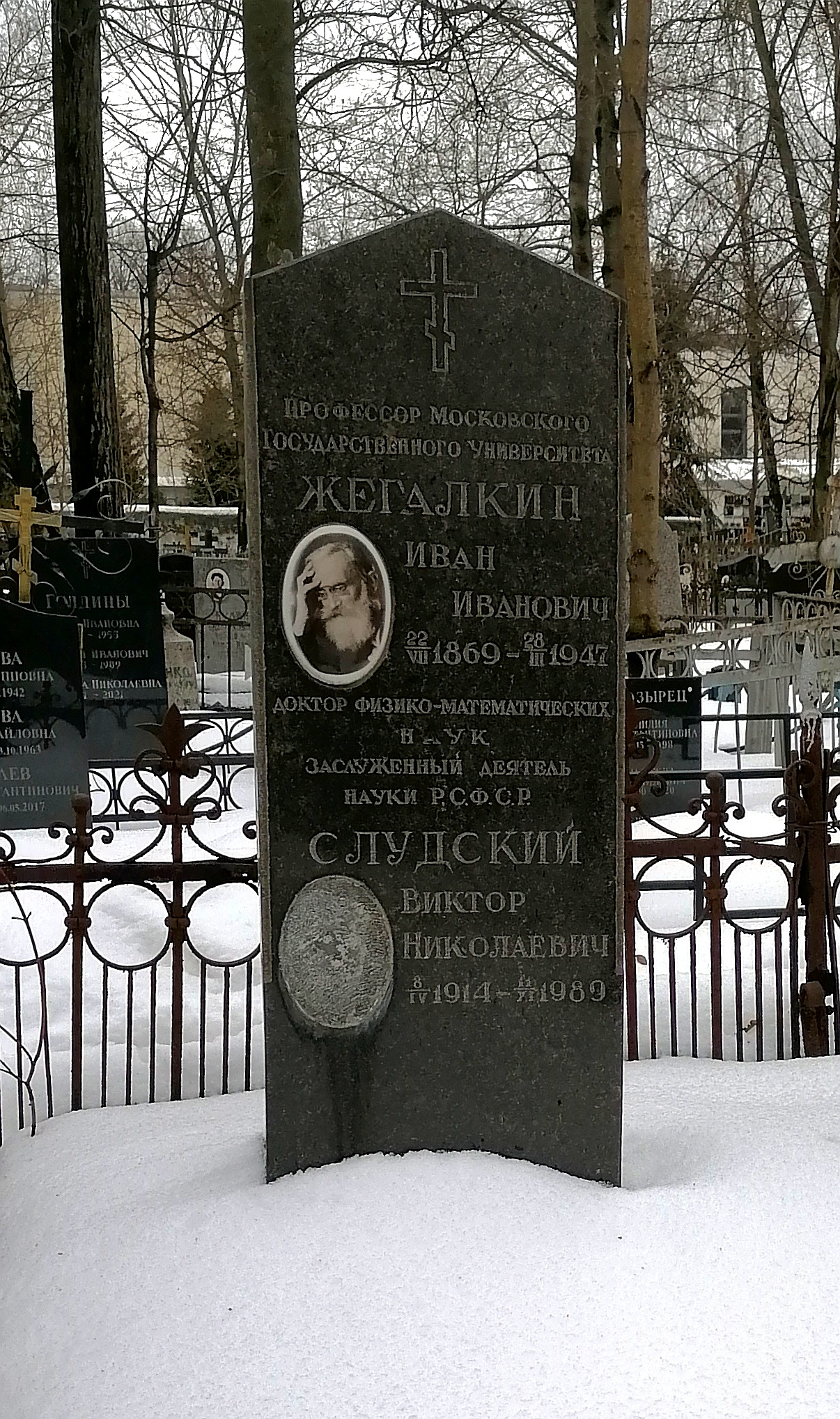

Жегалкін представив алгебру логіки як арифметику суми за модулем 2. Також йому належить ряд робіт про важливі випадки, що допускають алгоритмічне рішення проблеми розв'язуваності. Жегалкін був нагороджений Орденом Трудового Червоного Прапора. У своєму листі М. Я. Вигодському відомий радянський математик Микола Лузін, згадуючи студентські роки, говорить, що з професорів не боявся лише Жегалкіна

## Основні праці
Основні праці: підручники «Диференціальне числення» (співаторство, 1935), «Введення в аналіз» (1935), «Інтегральне числення» (співаторство, 1936), навчальні посібники «Додаток диференціального числення до геометрії в просторі. Лекції» (1912), «Диференціальне числення. Лекції» (1913), «Теорія визначених інтегралів. Лекції» (1917), «Задачі і вправи з інтегрального числення» (1927), «Систематичний збірник задач з інтегрального числення» (співаторство, 1934).